# 1993 w informatyce
Kalendarium informatyczne 1993 roku
- 22 marca – Intel wydał procesor Intel Pentium[1].
- 20 kwietnia – ukazał się NetBSD 0.8[2].
- 22 kwietnia – NCSA wydało przeglądarkę internetową Mosaic[1].
- 27 lipca – Microsoft wydał system operacyjny Windows NT 3.1[1].
- 10 grudnia – wydano grę komputerową Doom[1].
- 31 grudnia – Microsoft wydał Windows 3.11, aktualizację systemu Windows 3.1[1].
- grudzień – miała miejsce premiera FreeBSD 1.0 (na bazie 4.3BSD Net/2)[3]
- Microsoft wydał Microsoft Office 4.0, MS-DOS 6.0[1].
- Microsoft i IBM opracowały standard Plug and play[1].
- Wydano dystrybucję Linuksa Debian[4].
- Uruchomiono pierwszą polską stronę internetową[5].